# Campo Limpo de Goiás
Pour les articles homonymes, voir Campo Limpo.
Campo Limpo de Goiás est une municipalité brésilienne de l'État de Goiás et la microrégion d'Anápolis.